# 迪亚娜·蒙迪诺
迪亚娜·埃莱娜·蒙迪诺（西班牙語：Diana Elena Mondino；1958年8月8日—），阿根廷自由意志主义经济学家、学者、政治家。
2023年12月10日，蒙迪诺任总统哈維爾·米萊政府外交部长。蒙迪诺曾任阿根廷宏观经济研究中心大学机构事务主任。2024年10月30日，因为在聯合國的表決中投票支持美國解除對古巴禁運，总统哈維爾·米萊解除了她的外交部长职务。